# Maryse Mizanin
Maryse Mizanin (/məˈriːs/; nascida Ouellet; Montreal, 21 de janeiro de 1983) é uma modelo, atriz, executiva, manager e lutadora de luta livre profissional franco-canadense, que atualmente trabalha para a WWE no programa Smackdown sob o nome de ringue Maryse.
Depois de trabalhar dois anos como modelo, Maryse foi contratada pela WWE em agosto de 2006 após sua participação no programa Diva Search. Apesar de ser eliminada da competição, ela foi mandada para a Ohio Valley Wrestling, território de desenvolvimento da empresa, para treinar. Ela fez sua luta de estreia em dezembro do mesmo ano e continuou a aparecer até meados de 2007, quando foi transferida para a Florida Championship Wrestling, outra empresa para treinamento da WWE. Ela se tornou parte do elenco principal em princípios de 2008, quando começou a aparecer regularmente no programa SmackDown!.
Em dezembro de 2008 Maryse venceu o Campeonato das Divas da WWE, mantendo-o por sete meses. Ela o conquistaria novamente em 2010, tornando-se na primeira lutadora a ganhar o título em mais de uma ocasião. Em março de 2011 ela foi coapresentadora do NXT e manager de Ted DiBiase, antes de ser liberada de seu contrato com a empresa em outubro daquele ano.
A partir de 2012 Maryse passou a ser comentarista na Family Wrestling Entertainment. Neste período, ela anunciou planos para uma linha de roupas e jóias chamada House of Maryse, além de começar a trabalhar como corretora de imóveis. Ela foi recontratada pela WWE em 2016, servindo como manager para o seu esposo na vida real, The Miz.

## Começo de vida e carreira como modelo
Ouellet nasceu em Montreal, mas cresceu em Nova Brunswick. No colégio, apesar de ser a única menina em sua classe, ela produziu um desfile de moda. Nesse período, Ouellet começou a desenvolver gosto por produtos de maquiagem.
Ela começou sua carreira como modelo em um concurso de beleza, ganhando o Miss Hawaiin Tropic Canada de 2003 e terminando em segundo lugar no International Finals of Miss Hawaiian Tropic de 2004. Ela fez várias aparições em jornais, revistas e programas de televisão no Canadá, como bem como apareceu na capa e nas páginas internas de uma edição especial da revista Playboy no verão de 2006. Ela também esteve presente na capa de 2007 do calendário Girls of Canada da mesma revista.

## Carreira na luta livre profissional

### World Wrestling Entertainment / WWE

#### Diva Searche territórios de desenvolvimento (2006–2008)
Em meados de 2006 Ouellet fez uma audição para o concurso Diva Search da World Wrestling Entertainment (WWE). Ela foi selecionada como uma das oito participantes do programa, mas acabou sendo a segunda eliminada. Depois disso, Ouellet foi enviada para o território de desenvolvimento da companhia, a Ohio Valley Wrestling (OVW), juntamente com Brooke Adams. Ela declarou "estar muito animada" e que "era seu sonho se tornar uma diva da WWE".
Ouellet assinou oficialmente um contrato com a promoção em 24 de agosto de 2006, logo após começar os treinos na OVW. Ela fez sua estreia no ringue em um evento ao vivo em dezembro daquele ano. Em 14 fevereiro de 2007 Ouellet participou do concurso "Miss OVW" em uma battle royal de calcinhas e sutiãs, o qual foi vencido por ODB. Em 7 de março ela começou a lutar em lutas preliminares, que ocorriam antes das gravações dos shows que seriam televisionados, perdendo para Beth Phoenix no seu combate de estreia. Naquele mesmo mês Ouellet teve sua primeira vitória quando participou de um combate de equipes ao lado de Serena, Kelly e Victoria Crawford. Em 9 de maio ela obteve sua primeira vitória individual ao derrotar Crawford. Em meados de 2007 Ouellet começou a trabalhar como manager de Sylvain Grenier, acompanhando-o em eventos ao vivo do Raw, SmackDown! e ECW.
Quando a Florida Championship Wrestling (FCW) começou a funcionar, em meados de 2007, Ouellet foi transferida para o novo território de desenvolvimento da WWE, e em 25 de junho começou a aparecer como manager de Ryan O'Reilly, com Lacey Von Erich se juntando a eles em setembro. Ouellet fez sua estreia em ringue na FCW num combate individual, perdendo para Victoria Crawford. Ela então começou a trabalhar como manager de Ted DiBiase, Jr. em dezembro, e ele viria a se tornar o campeão sulista peso-pesado da FCW. Ela então continuou fazendo aparições especiais na FCW até janeiro de 2008.

#### SmackDown!(2006–2008)

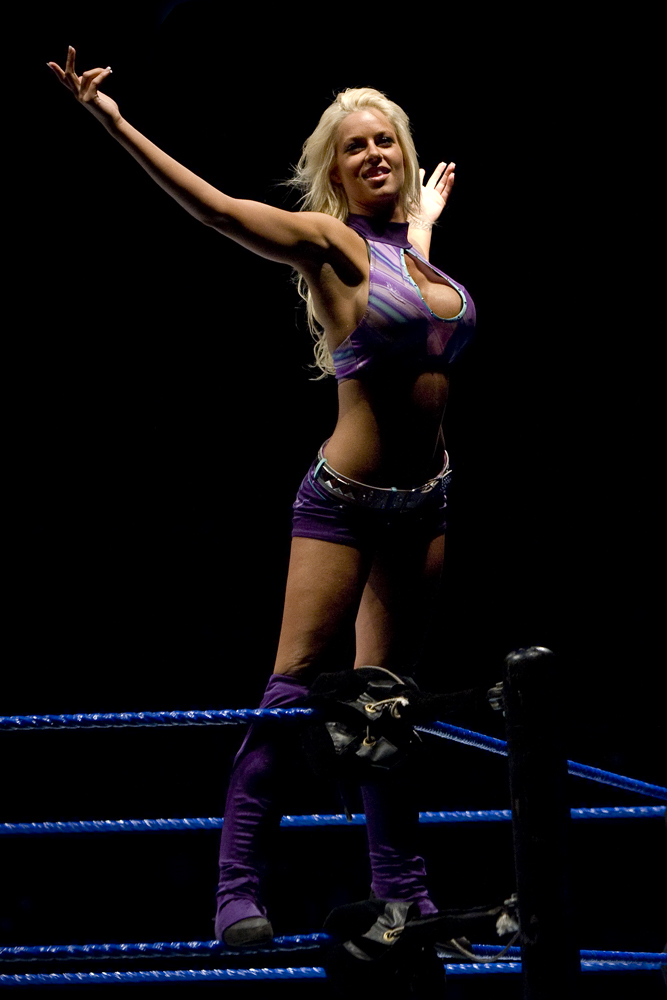
Maryse durante um evento ao vivo em 2008.

No SmackDown! de 22 de setembro de 2006, Ouellet, chamada apenas de Maryse, foi mostrada no telão dando boas-vindas em francês aos telespectadores de Montreal durante a estreia do programa no CW Network. Sua primeira aparição oficial ocorreu no Raw de 21 de maio de 2007, apresentando o vídeo-clipe da música "Throw It on Me" de Timbaland, no qual estava presente.
Com o tempo, ela começou a aparecer regularmente no SmackDown! no início de 2008, adotando uma atitude esnobe de vilã. No episódio de 7 de março Maryse competiu em um concurso de maiô contra Victoria, Michelle McCool, Cherry e Eve Torres, o qual terminou com uma briga entre ela e Torres. Em outra competição de maiôs realizada na semana seguinte ela foi a primeira eliminada. Em 28 de março Maryse competiu num combate "Wet and Wild", aliando-se com Victoria contra Cherry e McCool, mas acabaram perdendo. Segundo o site oficial da WWE, a equipe Deuce 'n Domino dispensou Cherry como manager e a substituíram por Maryse. Ela então insultou Cherry, que a estapeou. Todavia, no SmackDown! de 16 de maio Cherry a derrotou em uma luta. Em uma revanche na semana seguinte, ela venceu.
No episódio de 6 de junho do SmackDown! a gerente geral Vickie Guerrero anunciou a criação do Campeonato das Divas da WWE e que, naquela mesma noite, as Divas competiriam num combate "sonhos dourados" para determinar quem disputaria o título no The Great American Bash, que acabou sendo vencido por Natalya. No SmackDown! de 4 de julho ela competiu novamente em outro combate de qualificação, que foi ganho por McCool. Por várias semanas Maryse competiu em lutas de trios com Victoria e Natalya contra Cherry, McCool e Maria. Em agosto, ela sofreu uma pequena lesão no nariz depois de ser atingida por um bulldog aplicado por Maria.

#### Campeã das Divas (2008–2010)
Maryse começou uma rivalidade com Michelle McCool em 7 de setembro de 2008, quando a desafiou pelo Campeonato de Divas da WWE no pay-per-view Unforgiven e em uma revanche na semana seguinte, no SmackDown!, mas falhou em ambas ocasiões. Após um mês ausente, ela retornou durante o Survivor Series, participando de uma luta Survivor Series 5-contra-5 de eliminação, na qual eliminou Kelly Kelly, Mickie James e Candice Michelle mas por fim acabou eliminada por Beth Phoenix. No Armageddon, em 14 de dezembro, aliou-se com Jillian Hall, Victoria e Natalya, e perderam para o time de McCool, Maria, Kelly Kelly e Mickie James. Em 19 de dezembro, Maryse derrotou Maria para se tornar desafiante ao título de McCool. Na semana seguinte, no SmackDown!, ela venceu o Campeonato das Divas, que tinha Maria como árbitra especial da luta. Em 28 de dezembro, em um evento ao vivo em Raleigh, Carolina do Norte, deslocou o joelho em um combate de duplas contra as Bella Twins. Mais tarde foi anunciado que a lesão não era grave e que ela iria ficar afastada por algumas semanas. A lutadora retornou no SmackDown! de 23 de janeiro de 2009, assistindo a um combate feminino na mesa dos comentaristas. Ela voltou a lutar em 20 de fevereiro com McCool e, juntas, derrotaram Maria e Eve Torres.

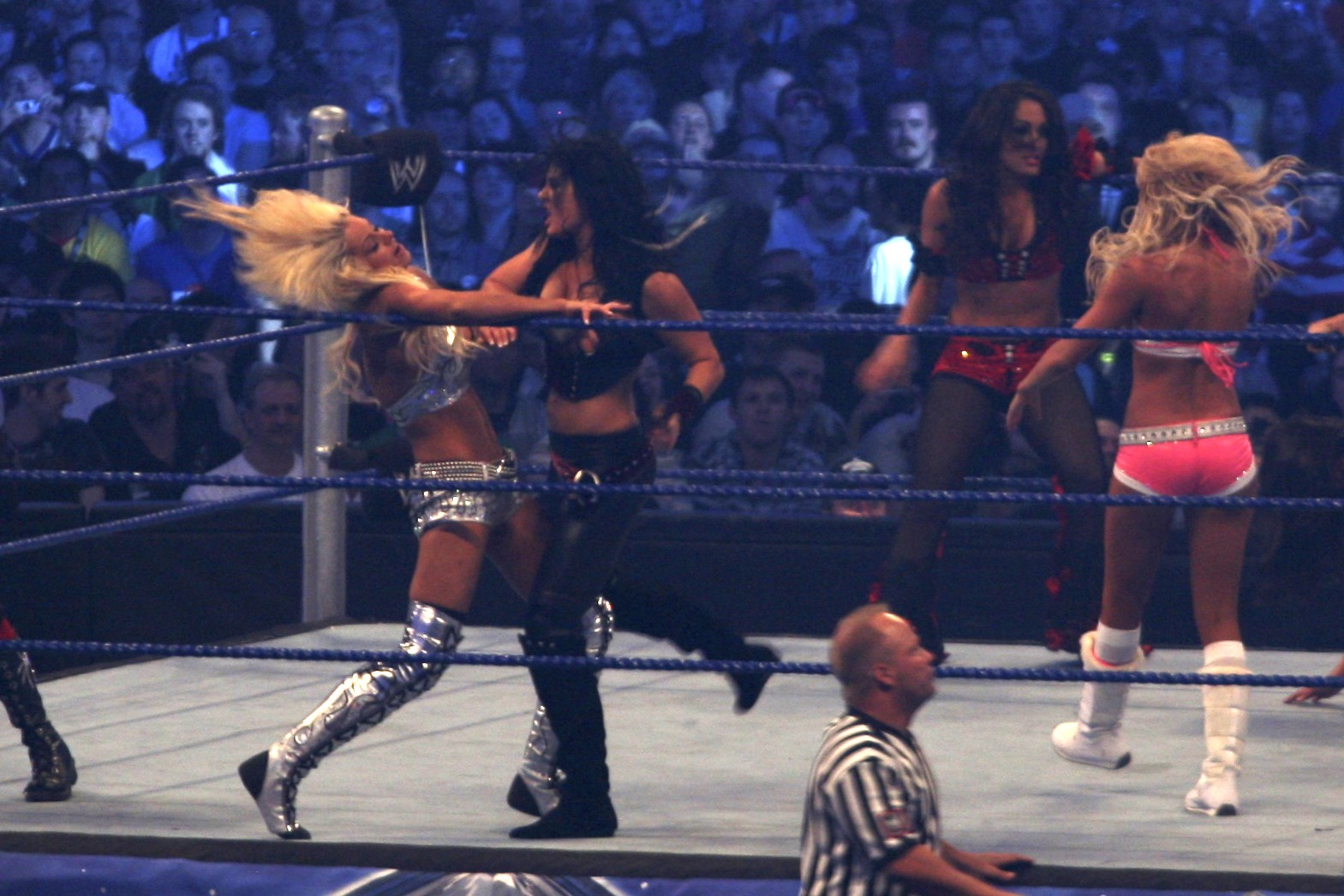
Maryse competindo no WrestleMania XXV, em abril de 2009.

Em 2 de março, Maryse fez uma aparição no Raw como comentarista durante uma luta envolvendo a campeã das mulheres da WWE, Melina, atacando-a após o combate. Na semana seguinte, ela fez seu primeiro combate no Raw, derrotando Melina em uma luta lumberjill. Quatro dias depois no SmackDown, Melina e Maria derrotaram McCool e Maryse quando ela foi abandonada por McCool. Sua primeira defesa de título feita contra McCool no SmackDown 27 de março acabou em desqualificação após Gail Kim, em seu retorno, atacar as duas. No WrestleMania XXV, ela competiu em uma battle royal de 25 Divas para coroar a "Miss WrestleMania", mas foi eliminada por Beth Phoenix, antes de Santina Marella (Santino Marella vestido de drag) vencer o combate. Maryse fez sua última aparição no SmackDown! em 24 de abril, mantendo o Campeonato das Divas contra Gail Kim.
Em 13 de abril, durante o Draft de 2009, foi transferida para o Raw, fazendo com que o Campeonato das Divas se tornasse exclusivo do programa. Ela fez sua primeira luta como parte da divisão em 27 de abril, quando, junto com Beth Phoenix, Rosa Mendes e Jillian Hall, perdeu para a equipe formada por Santina Marella, Mickie James, Brie Bella e Kelly Kelly. Começou então a rivalizar com Mickie James após ela custar-lhe uma battle royal que determinaria uma desafiante ao título, que foi vencida por Kelly Kelly depois de Maryse lançar spray de cabelo nos olhos de James. Na semana seguinte, perdeu por desqualificação a luta contra Kelly, mas duas semanas depois, em uma revanche, ela venceu. No Night of Champions em 26 de julho, perdeu o Campeonato das Divas para James. Entretanto, o reinado de Maryse continuou com o recorde de reinado mais longo da história do título por cinco anos, até AJ Lee superá-lo em janeiro de 2014.
Após perder o campeonato, Maryse foi submetida a uma cirurgia no joelho. Retornou em 23 de novembro, no Raw, disfarçada como The Gobbledy Gooker, como cronometrista especial para um combate de equipes das Divas. Após o confronto, ela se revelou ao atacar a então campeã das Divas, Melina. Na semana seguinte, voltou ao ringue aliando-se a Jillian Hall para derrotar Kim e Melina. No Raw de 7 de dezembro, derrotou Kim e após a luta, ela atacou Kelly Kelly, que foi salva por Melina.
No começo de 2010, foi criado um torneio para coroar uma nova campeã das Divas, que estava vago devido a uma lesão de Melina, que foi obrigada a abdicar o título. Maryse então derrotou Brie Bella e Eve Torres nas duas primeiras rodadas, avançando para a final. No pré-show do Royal Rumble, em 31 de janeiro, ela aliou-se com Katie Lea Burchill, Jillian Hall, Alicia Fox e Natalya contra Gail Kim, Kelly Kelly, Eve Torres e The Bella Twins (Nikki e Brie), mas acabaram perdendo. Na final do torneio, que deveria ocorrer em 21 de fevereiro, no Elimination Chamber, Vickie Guerrero anunciou que Maryse e Gail Kim iriam lutar contra as LayCool (Michelle McCool e Layla), que venceram a luta após Maryse abandonar Kim e atacá-la logo em seguida. Na noite seguinte, no Raw, ela derrotou Kim na final do torneio, conquistando o título pela segunda vez, se tornando também na primeira lutadora a conquistar o Campeonato das Divas em mais de uma ocasião.
No WrestleMania XXVI, a lutadora fez parte do time vitorioso de um combate de equipes com as LayCool, Alicia Fox e Vickie Guerrero contra Beth Phoenix, Mickie James, Gail Kim, Eve Torres e Kelly Kelly. No entanto, na noite seguinte, no Raw, ela sofreu o pin de Torres em uma revanche. Maryse perdeu o Campeonato das Divas para Torres no Raw de 12 de abril, tentando sem sucesso reconquistar o título no Over the Limit e no Fatal 4-Way.

#### Managerde Ted DiBiase eNXT(2010–2011)

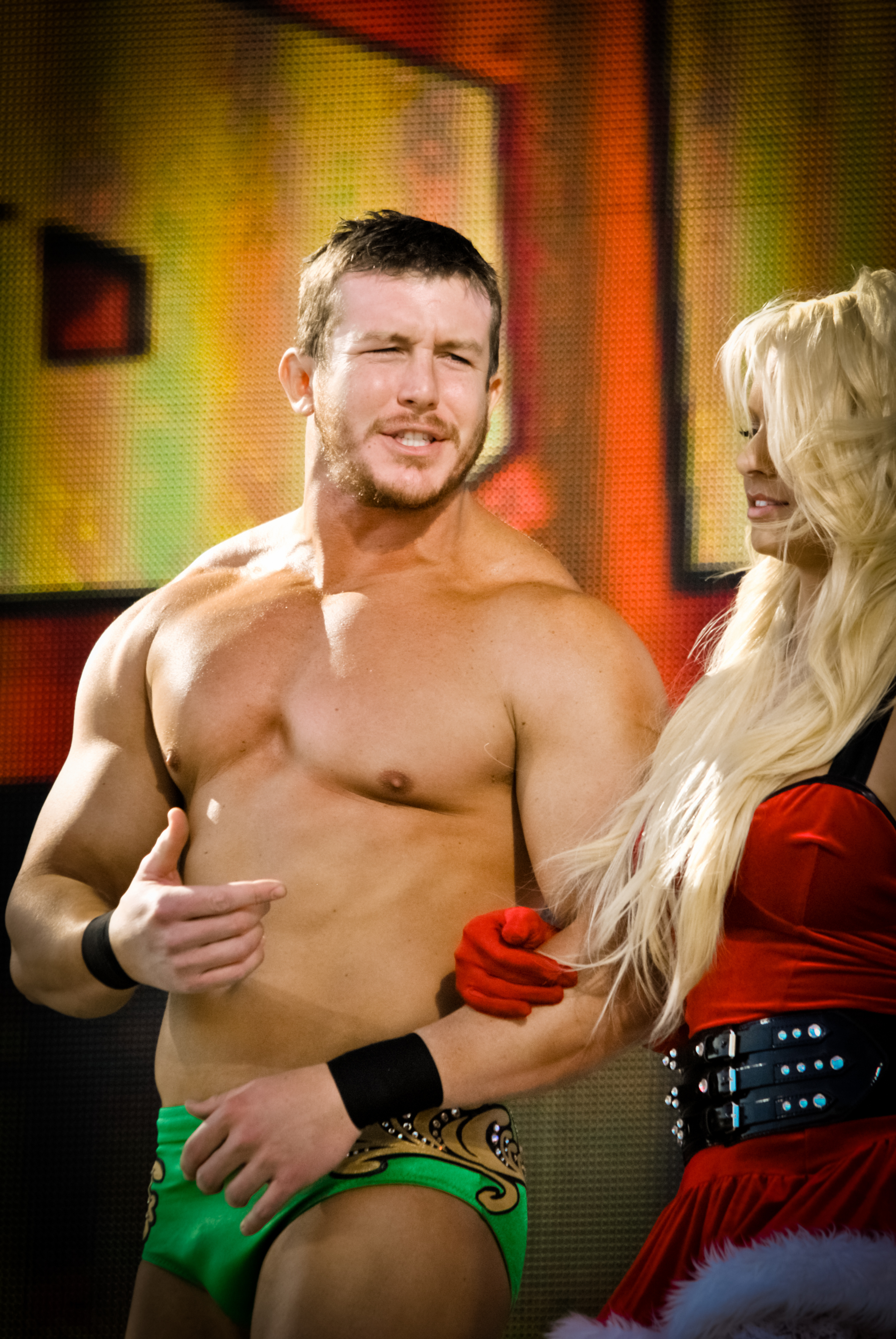
Maryse acompanhando Ted DiBiase ao ringue em dezembro de 2010.

No Raw de 21 de junho, após Ted DiBiase demitir Virgil em um segmento nos bastidores, Maryse se tornou na sua nova assistente pessoal. No Money in the Bank, em 18 de julho, ela acompanhou DiBiase durante a luta Money in the Bank pelo contrato pelo Campeonato da WWE, tentando inclusive pegar a maleta para ele, mas foi impedida por John Morrison. Os dois foram anunciados como mentores de Brodus Clay na quarta temporada do NXT em 30 de novembro. No Raw de 13 de dezembro, ela competiu em uma battle royal para determinar a campeã do Slammy Award de Diva do Ano, mas foi eliminada por Natalya. No episódio do NXT de 25 de janeiro de 2011, Maryse e DiBiase foram dispensados como mentores de Clay após ele vencer uma luta que dava o direito do vencedor mudar de mentor, escolhendo então Alberto Del Rio como seu substituto. No final de setembro de 2010, a lutadora esteve envolvida em uma história com Goldust, em que ele roubou o Campeonato Million Dollar de DiBiase, perdendo uma subsequente luta de duplas mistas contra Goldust e Aksana em 26 de outubro.
Em 8 de março, Maryse se tornou coapresentadora do NXT ao lado de Matt Striker. Como parte da quinta temporada da competição, ela se envolveu em diversos enredos românticos; Yoshi Tatsu e Lucky Cannon disputaram sua atenção tentando vencer combates e presenteando-a, com ela dispensando Tatsu, alegando ter interesse em dinheiro e não em pessoas, e Cannon, quando descobriu que estava sendo presenteada com coisas baratas, resultando em sua eliminação da competição na mesma noite. Em seguida, começou a receber presentes de Hornswoggle, que para ele era sua admiradora secreta; no entanto, ela o humilhou em todas as ocasiões. Em abril, DiBiase fez um ultimato a Maryse para ela escolher entre continuar com ele ou no NXT. Na semana seguinte, ela escolheu continuar no NXT, desfazendo a aliança entre o casal no processo.
Em 25 de julho, Maryse perdeu uma luta de duplas junto com Melina contra Eve Torres e a campeã das Divas Kelly Kelly, fazendo desse seu último combate na WWE. Em 24 de agosto, ela foi submetida a uma cirurgia de hérnia abdominal, ficando um tempo fora da programação. Após dois meses de inatividade, ela foi liberada de seu contrato com a WWE em 28 de outubro.

### Circuito independente (2012–2013)
Em 5 de outubro de 2012, Maryse apareceu na Family Wrestling Entertainment (FWE) como comentarista durante o evento Back 2 Brooklyn. Ela continuou fazendo aparições regulares nos eventos seguintes, em especial durante combates femininos. Em 18 de outubro de 2013, ela também apareceu como comentarista no evento House of Hardcore 3, em uma luta envolvendo Ted DiBiase.

### Retorno a WWE (2016–presente)

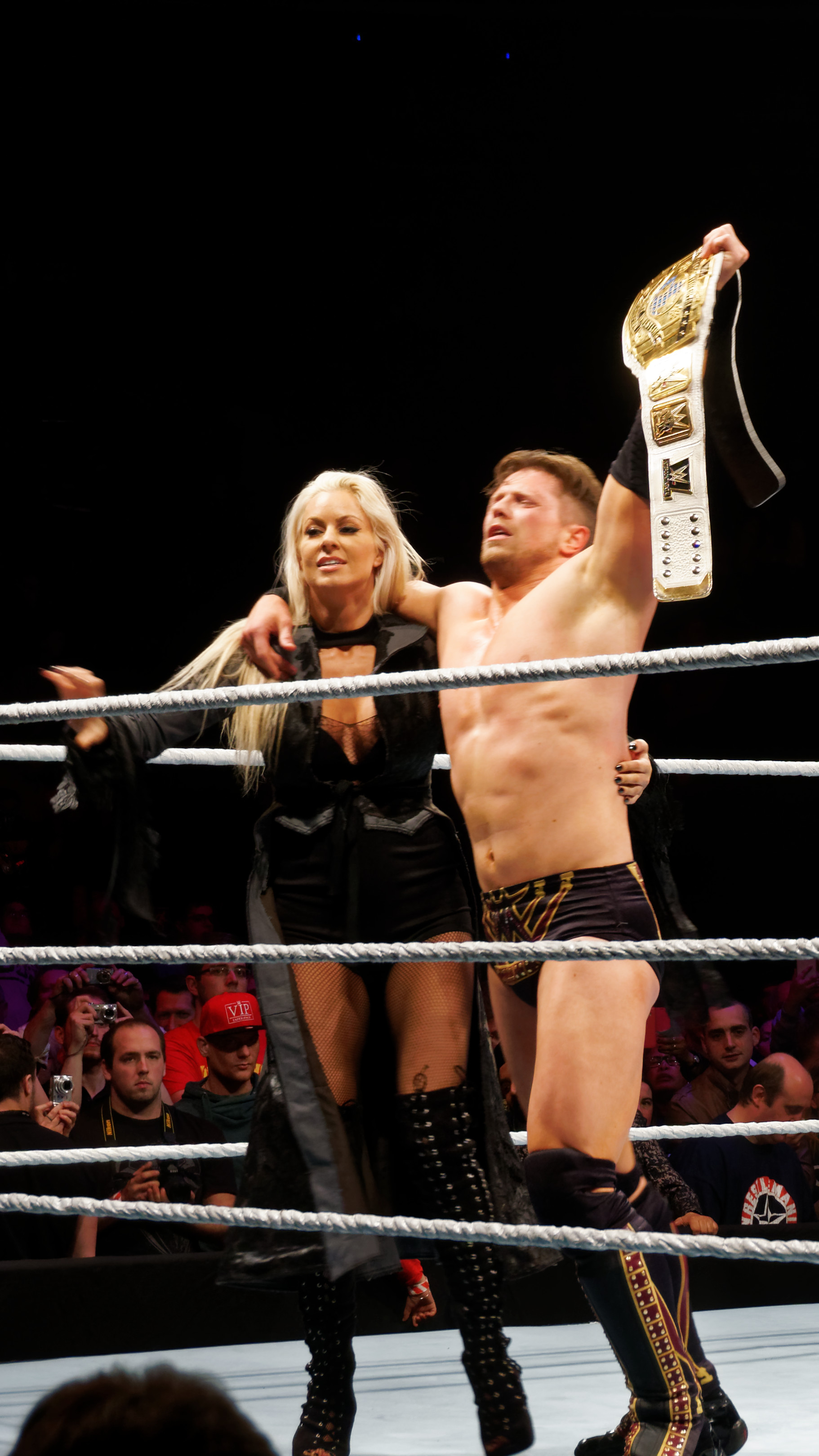
Mayse junto de The Miz em abril de 2016.

Em 4 de abril de 2016, no Raw após o WrestleMania 32, Maryse retornou durante um combate pelo Campeonato Intercontinental entre o campeão Zack Ryder contra seu marido, The Miz. Durante a luta, ela estapeou o pai de Ryder, que esteva assistindo ao combate na plateia, distraindo-o e permitindo que Miz o derrotasse. Ela se reintroduziu formalmente três dias depois, no SmackDown de 7 de abril, antes de mais uma vez ajudar Miz a manter o título contra Ryder. Ela então começou a fazer várias promos junto de Miz durante os segmentos do "Miz TV", enquanto chamava eles mesmos de um "casal quente".
Depois de um hiato devido a produção de um filme, ela retornou a programação da WWE durante o Raw de 27 de junho, onde ajudou Miz manter o título contra Kane depois dela fingir uma lesão no tornozelo. No Draft realizado em 19 de julho de 2016, Maryse foi transferida junto com seu esposo para o SmackDown. Ela fez sua primeira aparição no programa em 26 de julho, ajudando a apresentar o segmento do Miz TV ao lado de seu marido, antes de serem interrompidos por Randy Orton, que desafiou e derrotou Miz em uma luta sem o título em jogo.
No Backlash, ajudou seu parceiro a manter o Campeonato Intercontinental com sucesso depois de jogar spray nos olhos de Dolph Ziggler enquanto Miz distraia o árbitro. Em outra defesa de título contra Ziggler no SmackDown de 20 de setembro, tentou repetir o ato, mas foi pega pelo árbitro, que a expulsou do entorno do ringue; no entanto, seu marido conseguiu jogar o produto nos olhos de seu oponente, mais uma vez mantendo o cinturão. Em 9 de outubro, no No Mercy, Miz perdeu o Campeonato Intercontinental para Ziggler quando Maryse foi banida do ringue junto com a Spirit Squad (Kenny e Mikey), que foi contratada por ela para ajudar seu esposo. Numa revanche no SmackDown de 15 de novembro, ela ajudou Miz a ganhar o título novamente, assim como o ajudou a defender o cinturão contra Sami Zayn no Survivor Series.
No SmackDown de 20 dezembro foi banida do entorno do ringue após tentar atacar Apollo Crews durante um combate pelo título de Miz; após vencer, ele foi entrevistado por Renee Young, que o desferiu um tapa por zombar de seu relacionamento com Dean Ambrose. Na semana seguinte Maryse confrontou Young nos bastidores antes de Miz ser atacado por Ambrose. No episódio de 3 de janeiro de 2017, ela estapeou Ambrose e Young em duas ocasiões diferentes. Na mesma noite, foi novamente banida do entorno do ringue e viu Miz perder o Campeonato Intercontinental para Ambrose. Mais tarde no programa Talking Smack, foi anunciado que Maryse havia pago uma multa de $ 5.000 a Young por seu ataque a uma não-lutadora.

## Outras mídias

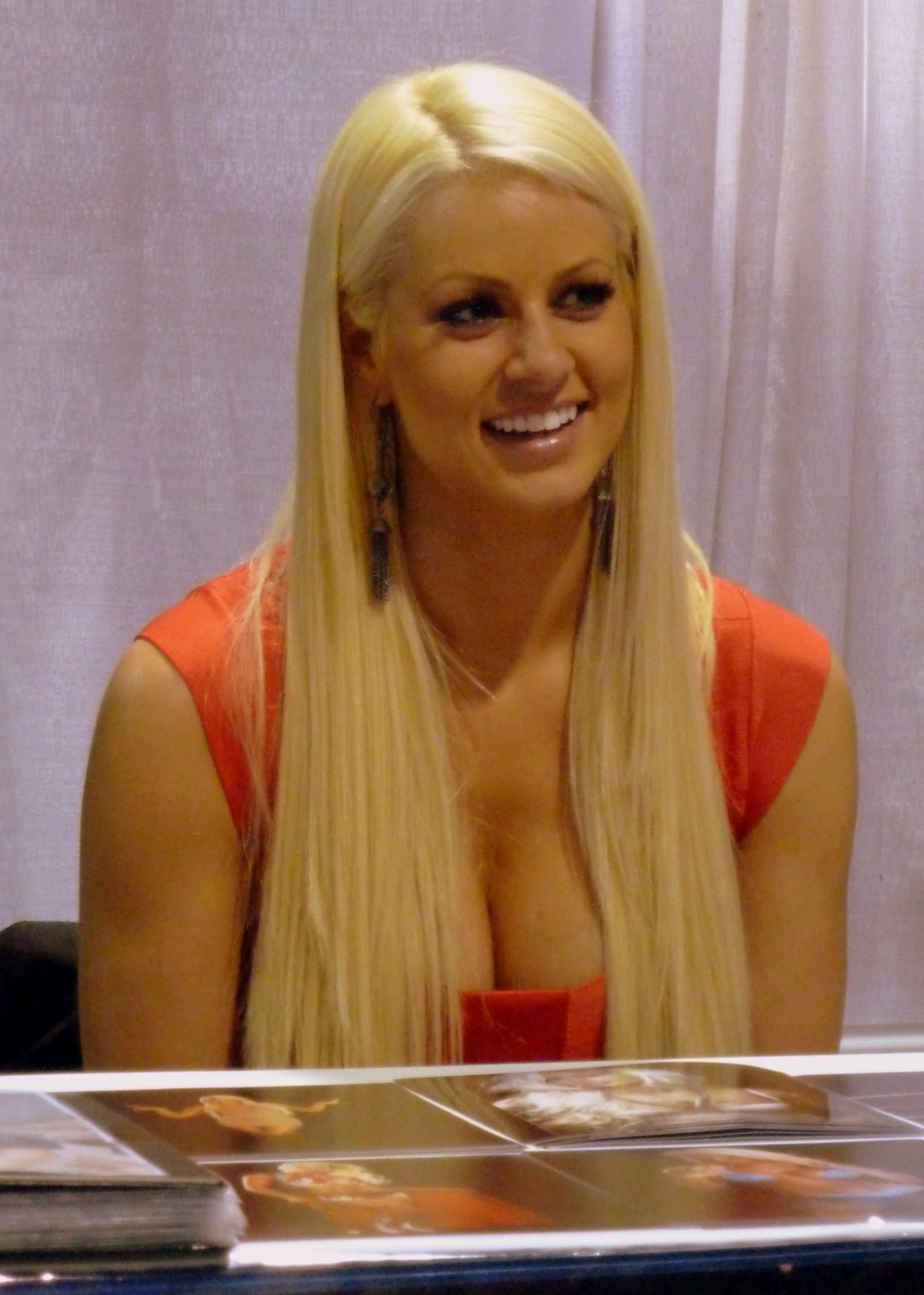
Maryse em uma convenção no Wizard World Chicago em 2012.

Em abril de 2007, Ouellet apareceu junto de Ashley Massaro, Layla El, Brooke Adams, Torrie Wilson e Kelly Kelly no clipe da música "Throw It On Me" de Timbaland com The Hives.
Ouellet também apareceu na edição de janeiro de 2009 da revista Muscle & Fitness junto com Eve Torres e Michelle McCool. Ela e John Morrison foram entrevistados no Eurosport no mesmo ano. Ela também fez uma aparição especial no Redemption Song, com o lutador Chris Jericho como anfitrião, junto com Candice Michelle, Mickie James e Eve Torres. Ela também apareceu em várias entrevistas e jornais, incluindo Tokyo Headline, e esteve na capa do Sessions Magazine em outubro de 2010.
Em 2012, Ouellet esteve na capa do jornal mais famoso do Canadá, o Le Journal de Montréal. Ela também esteve no MDA Show of Strength com The Miz e outras celebridades. Em 2015, Ouellet atuou nos filmes Sharknado 3: Oh Hell No! e Santa's Little Helper, com o último estrelando seu esposo, The Miz. No mesmo ano, ela apareceu no reality show WAGS do E!, uma série sobre a vida pessoal de esposas e namoradas de homens esportistas. Em 2016, foi anunciado que Maryse estaria no elenco da sexta temporada do Total Divas, promovendo seu retorno para WWE.
Ouellet aparece em quatro jogos eletrônicos da WWE. Sua estreia foi no WWE SmackDown vs. Raw 2010, aparecendo em seguida no WWE SmackDown vs. Raw 2011, WWE '12 e WWE 2K18.

## Filmografia

### Filmes
| Ano  | Título                                 | Papel            | Notas                |
| ---- | -------------------------------------- | ---------------- | -------------------- |
| 1994 | Octobre                                | Pouilleuse       | Estreia em filme     |
| 2015 | Sharknado 3: Oh Hell No!               | Oficial Davis    | Telefilme            |
| 2015 | Karla                                  | Sidney           |                      |
| 2015 | Santa's Little Helper                  | Melody           | Diretamente em vídeo |
| 2016 | Enter the Fist and the Golden Fleecing | Macy Does        | Em produção          |
| 2016 | Delilah                                | Amy Lannigan     |                      |
| 2016 | Isle of the Dead                       | Mikaela Usylvich | Em produção          |
| 2017 | The Marine 5: Battleground             | Ana              |                      |

### Televisão
| Ano           | Título          | Papel                  | Notas                           |
| ------------- | --------------- | ---------------------- | ------------------------------- |
| 2008          | Redemption Song | Ela mesma              | Aparição especial               |
| 2010          | Musée Eden      | Religiosa no auditório | 1 episódio                      |
| 2011          | Trauma          | Femme de Lemire        | 1 episódio                      |
| 2012          | Unité 9         | Infirmière d'Yvon      | 2 episódios                     |
| 2015          | WAGS            | Ela mesma              | Episódio "Never Have I Ever"    |
| 2016–presente | Total Divas     | Ela mesma              | Elenco principal (6ª temporada) |

### Web
| Ano  | Título          | Papel     | Notas                           |
| ---- | --------------- | --------- | ------------------------------- |
| 2014 | Wrestle Talk TV | Ela mesma |                                 |
| 2015 | Tweet Out       | Ela mesma |                                 |
| 2015 | Swerved         | Ela mesma | Episódio "I Thought I Was Dead" |

## Vida pessoal
Ouellet é trilíngue; ela é falante nativa de francês, fluente em inglês, e consegue ler espanhol, mas não sabe falar. Ouellet tem uma tatuagem do nome de seu pai, Guy, em seu punho esquerdo. É graduada em administração e possui faixa preta em taekwondo. Sua atriz favorita é Scarlett Johansson, suas bandas favoritas são Simple Plan e Nickelback, além de apreciar música techno. Ouellet é defensora da causa dos direitos dos animais e dos direitos LGBT, e em 2011 posou para a campanha NOH8. Ela também é católica.
A inspiração de Ouellet para se tornar uma lutadora profissional foi Lita. Ela cita Lita e Victoria como suas oponentes dos sonhos.
Em julho de 2011, Ouellet pediu proteção a um juiz em relação a um "fã alucinado" de 61 anos de idade, Lee Silber, entrando com um pedido de ordem de restrição permanente. Ela alegou que Silber havia lhe enviado "inúmeras cartas terríveis para sua casa e deixou mais de 50 mensagens de voz em seu celular, onde todas eram perturbadoras e delirantes." Nos documentos arquivados e em uma entrevista para a TMZ, Ouellet afirmou que "temia por sua vida". Ela também explicou que havia reforçado sua segurança pessoal, chamando Silber de um "stalker louco"... que precisa estar em um hospital psiquiátrico ou na prisão!". Em 3 de agosto, o tribunal concedeu-lhe a ordem de restrição.
Depois de sua liberação da WWE em 2011, Ouellet anunciou seus planos para uma linha de roupas e joias chamada House of Maryse. No fim de 2013, Ouellet começou a trabalhar como corretora de imóveis em Los Angeles, depois de passar um ano ganhando sua licença imobiliária.
Em 2013, Ouellet ficou noiva de seu namorado de longa data e também lutador, Mike Mizanin, mais conhecido por seu nome de ringue The Miz; eles se casaram nas Bahamas em 20 de fevereiro de 2014. O casal reside em Los Angeles, Califórnia. Maryse deu à luz sua primeira filha em 27 de Março de 2018.
Em 10 de fevereiro, Maryse anuncio que foi diagnosticada com um tumor no ovário e que estava se preparando para passar por uma cirurgia.

## Na luta livre profissional
- Movimentos de finalização

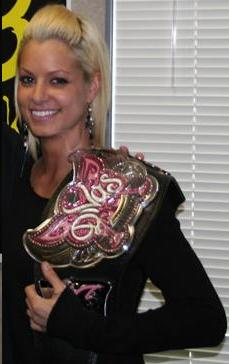
Maryse foi duas vezes campeã das Divas da WWE.

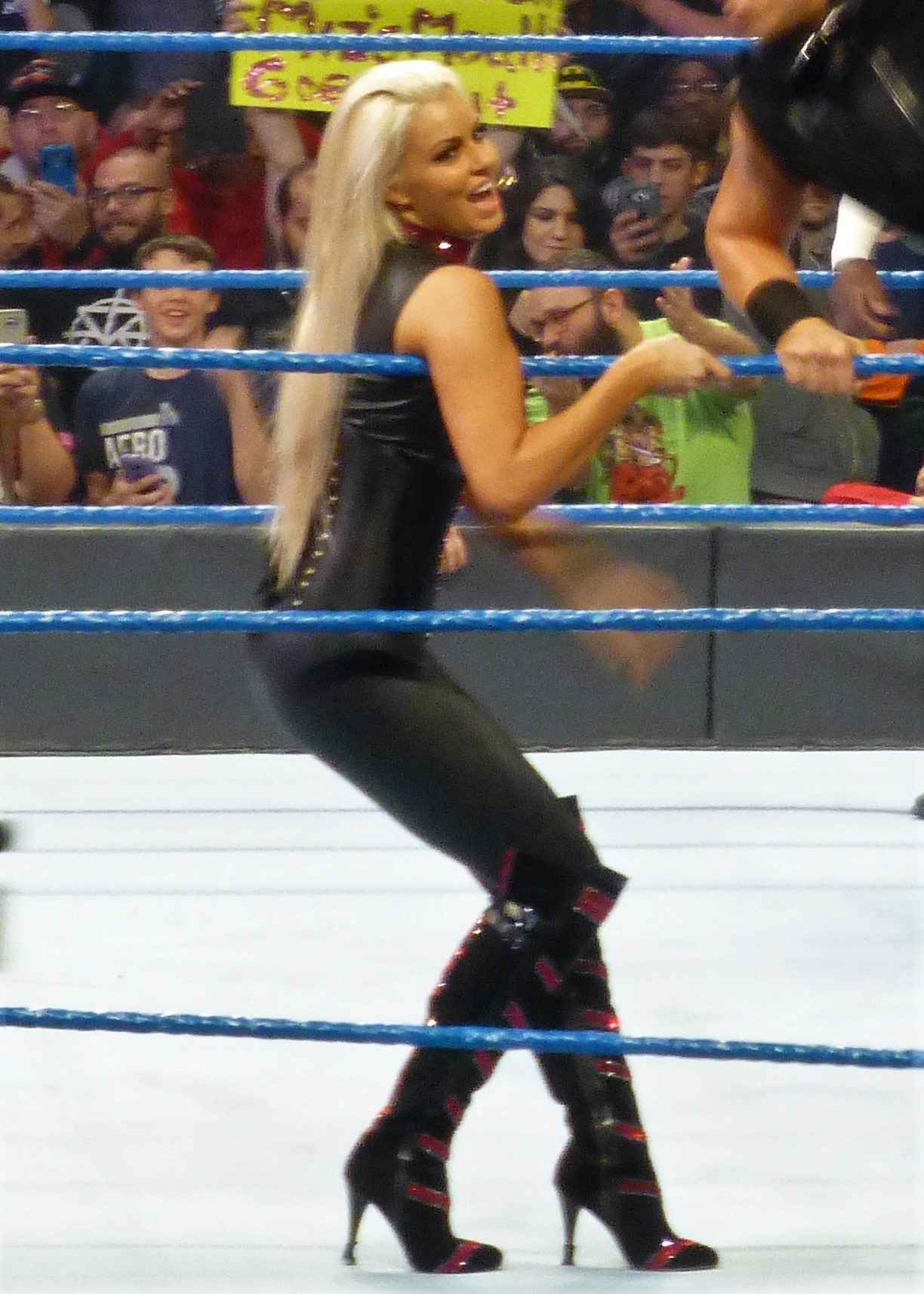
Maryse performando sua entrada.

  - French Kiss (Snap DDT ou flowing DDT, com teatralidade)[124][125][126]
  - French TKO (Reverse roundhouse kick, atrás da cabeça do oponente)[3][127]
  - Knee strike, na cabeça do oponente ajoelhado[128] – 2008
- Movimentos secundários
  - French Pain[3] (Camel Cluth)[129][130][131]
  - Spinning side slam backbreaker[3][132]
  - Forward Russian legsweep[132][133]
  - Hair-pull mat slam[134]
  - Hair-pull facebuster[135][136]
  - Single leg Boston crab[3]
  - Leg choke[134]
  - Sleeper hold modificado[134]
  - Short-arm clothesline[20][137]

- Lutadores de quem foi manager
  - Sylvain Grenier[3]
  - Ryan O'Reilly[1]
  - Deuce 'n Domino[4]
  - Ted DiBiase[3]
  - The Miz[88]
- Alcunhas
  - "The French-Canadian Beauty"[138]
  - "The Sexiest of Sexy"[139]
  - "The Sultry Diva"[139][140]
  - "The French Phenom"[141]
  - "The Ultra-Dangerous Superstar"[4]
- Temas de entrada
  - "Pourquoi?" por Jim Johnston[142] (2008–2011; 7 de abril de 2016–presente)
  - "I Came to Play" por Downstait[143] (com intro de Hollywood; 7 de abril de 2016–presente; usada enquanto manager de The Miz)

## Campeonatos e prêmios
- Pro Wrestling Illustrated
  - O PWI classificou-a como a 9ª melhor lutadora na PWI Female 50 em 2009.[144]
- World Wrestling Entertainment
  - Campeonato das Divas da WWE (2 vezes)[52][145]
  - Torneio pelo Campeoanto das Divas da WWE (2010)[146]